# Apollo Theatre
Pour les articles homonymes, voir Apollo.
Ne pas confondre avec l'Apollo Theater situé à Manhattan ou  le Théâtre Apollo situé à Paris.
L'Apollo Theatre est un théâtre accueillant principalement des comédies musicales, situé sur la Shaftesbury Avenue dans la cité de Westminster à Londres.
Édifice reconnu comme monument classé, il a ouvert ses portes en 1901 pendant l'époque édouardienne.
Le 19 décembre 2013, une partie de plafond de la salle s'est effondrée lors d'une représentation. L'accident a fait plus de 75 blessés.